# Lambert Becker
Lambert Becker (* um 1491 in Lübeck; † 10. August 1562 ebenda) war ein deutscher Rechtswissenschaftler, Ratssekretär und Ratsherr der Hansestadt Lübeck.

## Leben
Lambert Becker studierte ab 1510 Rechtswissenschaften an der Universität Rostock. Als Magister wurde er zunächst Kanzleischreiber in Lübeck. In dieser Funktion reiste er bereits 1527 zusammen mit Harmen Israhel im Auftrag der Stadt nach Stockholm, um die Rückzahlung der enormen Geldsumme, die Gustav Vasa Lübeck schuldete, und die Einlösung der als Gegenleistung für die Unterstützung bei der Eroberung Schwedens versprochenen Privilegien einzufordern. Von 1529 bis 1552 war er Ratssekretär in Lübeck und stieg als solcher 1544 zum Protonotar auf. 1532 gehörte er zu einer Gesandtschaft mit den Bürgermeistern Joachim Gercken und Gottschalck Lunte an, die in Kopenhagen um den Ausschluss der Holländer aus dem Ostseehandel (Umlandfahrer) verhandelten. In den Unruhen während der Zeit der Reformation und der Grafenfehde gehörte Becker zu den schärfsten Gegnern Jürgen Wullenwevers. Der Bericht, den er über diese Zeit verfasste, ist bei Waitz wiedergegeben. 1552 wurde er zum Lübecker Ratsherrn erwählt. Er erkrankte 1558 so, dass er sein Haus nicht mehr verlassen konnte, und starb 1562. Er blieb bis zu seinem Tod im Rat, wurde jedoch seit 1560 in der Ratssetzung nicht mehr berücksichtigt. Er wurde in der Petrikirche beigesetzt.
Er war verheiratet mit einer Tochter des Lübecker Bürgers Georg von Lenten, einer Nichte des Lübecker Ratsherrn Gerhard von Lenten.